# Cayaponia buraeavii
Cayaponia buraeavii är en gurkväxtart som beskrevs av Célestin Alfred Cogniaux. Cayaponia buraeavii ingår i släktet Cayaponia och familjen gurkväxter. Inga underarter finns listade i Catalogue of Life.